# Munster (Indiana)
Pour les articles homonymes, voir Munster.
La ville de Munster est située dans le comté de Lake, dans l’État de l’Indiana, aux États-Unis. Sa population s’élevait à 23 603 habitants lors du recensement de 2010, estimée à 22 539 habitants en 2018.

## Démographie
| Groupe            | Munster | Indiana | États-Unis |
| ----------------- | ------- | ------- | ---------- |
| Blancs            | 85,8    | 84,3    | 72,4       |
| Asiatiques        | 5,8     | 1,6     | 4,8        |
| Afro-Américains   | 3,5     | 9,1     | 12,6       |
| Autres            | 3,1     | 2,7     | 6,4        |
| Métis             | 1,8     | 2,0     | 2,9        |
| Amérindiens       | 0,2     | 0,3     | 0,9        |
| Total             | 100     | 100     | 100        |
|                   |         |         |            |
| Latino-Américains | 10,2    | 6,0     | 16,7       |

Selon l’American Community Survey, pour la période 2011-2015, 81,63 % de la population âgée de plus de 5 ans déclare parler anglais, alors que 7,22 % déclare parler l'espagnol, 1,73 % le serbo-croate, 1,23 % une langue chinoise, 0,98 % le polonais, 0,86 % le grec, 0,81 % le coréen, 0,63 % l’arabe, 0,57 % le gujarati, 0,50 % l'italien.

## Source
- (en) Cet article est partiellement ou en totalité issu de l’article de Wikipédia en anglais intitulé « Munster, Indiana » (voir la liste des auteurs).

1. ↑  « Population and Housing Unit Estimates » (consulté le 28 juillet 2019)
2. ↑  (en) « Munster, IN Population - Census 2010 and 2000 », sur censusviewer.com.
3. ↑  (en) « Population of Indiana - Census 2010 and 2000 », sur censusviewer.com.
4. ↑  (en) « Language spoken at home by ability to speak English for the population 5 years and over », sur factfinder.census.gov.